# Tinus Osterholt
Tinus Johannes (Tinus) Osterholt (Schiedam, 17 november 1928 – Schiedam, 15 mei 2016) was een Nederlands voetballer en trainer. Hij speelde voor Hermes DVS, BVC Rotterdam, Holland Sport, Feijenoord en VV Leeuwarden.

## Doorbraak
Tinus Osterholt moest als eigen jeugdspeler een paar jaar wachten voordat hij een basisplaats kreeg bij Hermes DVS. De Schiedamse vereniging was in de jaren veertig en begin jaren vijftig een topclub in Nederland.
Op zondag 5 november 1950 was het zover. Voor de Schiedamse derby op het Sportterrein aan de Damlaan tegen de grote rivaal SVV, de landskampioen van een jaar eerder, miste Hermes DVS de beide verdedigers Aad Melief en Nol Ruiterman. 
Osterholt voldeed zo goed als invaller, en Hermes DVS won met 3-0, dat hij niet meer uit het eerste elftal verdween.  

## Omstreden contract
Rond de invoering van het beroepsvoetbal in Nederland in 1954 eiste Tinus Osterholt een hoofdrol op. Hij tekende in augustus een contract bij BVC Rotterdam dat ging spelen in de 'wilde competitie' van de NBVB.
Hij kreeg al gauw spijt dat hij gezwicht was voor het geld (onder meer 2.000 gulden handgeld) en dat hij zijn vrienden van Hermes DVS in de steek zou laten. Hij zegde zijn contract bij BVC Rotterdam op. Wat meespeelde was dat de KNVB, onder druk van de clubs uit de Eerste klasse, had besloten vergoedingen voortaan toe te staan. Spijtoptanten, die al getekend hadden bij een NBVB-club, mochten straffeloos tot 15 september terugkeren naar hun voormalige KNVB-vereniging. 
Hiervan dacht Osterholt gebruik te kunnen maken. BVC Rotterdam dacht er anders over en er volgde een rechtszaak die veel ophef in het voetbalwereldje veroorzaakte. De kranten berichtten er vrijwel dagelijks over.

## Rechtszaak
Hangende de uitspraak van de rechtbank voetbalde Osterholt weer gewoon voor Hermes DVS. Voor de laatste keer op 19 september 1954 toen RBC met 2-1 werd geklopt. RBC tekende protest aan maar kreeg geen gelijk van de KNVB. Toch besloot Hermes DVS zijn omstreden speler niet meer op te stellen. De NBVB werd door de rechter in het gelijkgesteld. Osterholt kon zijn contract niet eenzijdig opzeggen en mocht niet meer voetballen voor Hermes DVS. Met tegenzin legde hij zich hierbij neer.Hij maakte op 3 oktober zijn debuut voor BVC Rotterdam, thuis tegen Utrecht (4-2 zege).
Hermes DVS was het er niet mee eens en ging in hoger beroep. De behandeling van deze zaak werd uitgesteld, en later afgesteld, omdat de twee voetbalbonden in overleg waren over een fusie die in november tot stand kwam.

## Profvoetbal
Na de voetbalfusie stapte Osterholt over naar de nieuwe vereniging Holland Sport (aanvankelijk Flamingo's geheten) die was ontstaan door een samenvoeging van BVC Den Haag en BVC Rotterdam. Na een jaar ging hij samen met Aad Bak en Henk Schouten over naar Feyenoord. 
Na drie seizoenen kwam hij in zijn vierde contractjaar niet meer in aanmerking voor de hoofdmacht. Hij speelde in het seizoen 1958/59 in het tweede elftal van Feijenoord. Daarna kwam hij nog een jaar uit voor Leeuwarden, voorloper van SC Cambuur, in de Eerste divisie.
Hij keerde terug uit Friesland en voetbalde nog een seizoen voor Xerxes dat in de hoogste klasse van het amateurvoetbal uitkwam. Tegelijkertijd werd hij trainer van zaterdagclub SV Piershil waar hij tien jaar zou blijven. Hij sloot zijn trainersloopbaan in 1984 af als jeugdtrainer bij zijn oude club Hermes DVS.  
Hij overleed in 2016 op 87-jarige leeftijd in ziekenhuis Franciscus Vlietland in Schiedam.

## Carrièrestatistieken
| Seizoen | Club          | Land      | Competitie                   | Competitie | Competitie | Beker | Beker | Internationaal | Internationaal | Ned.kamp. | Ned.kamp. | Totaal | Totaal |
| Seizoen | Club          | Land      | Competitie                   | Wed.       | Dlp.       | Wed.  | Dlp.  | Wed.           | Dlp.           | Wed.      | Dlp.      | Wed.   | Dlp.   |
| ------- | ------------- | --------- | ---------------------------- | ---------- | ---------- | ----- | ----- | -------------- | -------------- | --------- | --------- | ------ | ------ |
| 1948/49 | Hermes DVS    | Nederland | Eerste klasse West II        | 1          | 0          | –     | 0     | 0              | 0              | 0         | 0         | 1      | 0      |
| 1949/50 | Hermes DVS    | Nederland | Eerste klasse West I         | 1          | 0          | –     | 0     | 0              | 0              | 0         | 0         | 1      | 0      |
| 1950/51 | Hermes DVS    | Nederland | Eerste klasse C              | 14         | 0          | –     | 0     | 0              | 0              | 0         | 0         | 14     | 0      |
| 1951/52 | Hermes DVS    | Nederland | Eerste klasse D              | 20         | 0          | –     | 0     | 0              | 0              | 5         | 0         | 25     | 0      |
| 1952/53 | Hermes DVS    | Nederland | Eerste klasse D              | 26         | 3          | –     | 0     | 0              | 0              | 0         | 0         | 26     | 3      |
| 1953/54 | Hermes DVS    | Nederland | Eerste klasse D              | 26         | 1          | –     | 0     | 0              | 0              | 0         | 0         | 26     | 1      |
| 1954/55 | Hermes DVS    | Nederland | Eerste klasse C (afgebroken) | 3          | 0          | –     | 0     | 0              | 0              | 0         | 0         | 3      | 0      |
| 1954/55 | Rotterdam     | Nederland | NBVB (afgebroken)            | 8          | 0          | –     | –     | –              | –              | –         | –         | 8      | 0      |
| 1954/55 | Holland Sport | Nederland | Eerste klasse A              | 25         | 0          | –     | –     | –              | –              | –         | –         | 25     | 0      |
| 1955/56 | Feijenoord    | Nederland | Hoofdklasse B                | 34         | 0          | 0     | 0     | –              | –              | –         | –         | 34     | 0      |
| 1956/57 | Feijenoord    | Nederland | Eredivisie                   | 31         | 2          | 5     | 0     | –              | –              | –         | –         | 36     | 2      |
| 1957/58 | Feijenoord    | Nederland | Eredivisie                   | 28         | 0          | 3     | 1     | –              | –              | –         | –         | 31     | 1      |
| 1958/59 | Feijenoord    | Nederland | Eredivisie                   | 0          | 0          | 0     | 0     | –              | –              | –         | –         | 0      | 0      |
| 1959/60 | Leeuwarden    | Nederland | Eerste divisie B             | 31         | 1          | 0     | 0     | –              | –              | –         | –         | 31     | 1      |
| Totaal  | Totaal        | Totaal    | Totaal                       | 248        | 7          | 8     | 1     | 0              | 0              | 5         | 0         | 261    | 8      |